# Aderus revoili
Aderus revoili é uma espécie de inseto besouro da família Aderidae. Foi descrita cientificamente por Maurice Pic em 1915.

## Distribuição geográfica
Habita no arquipélago de Zanzibar.